# Roderich Kreile

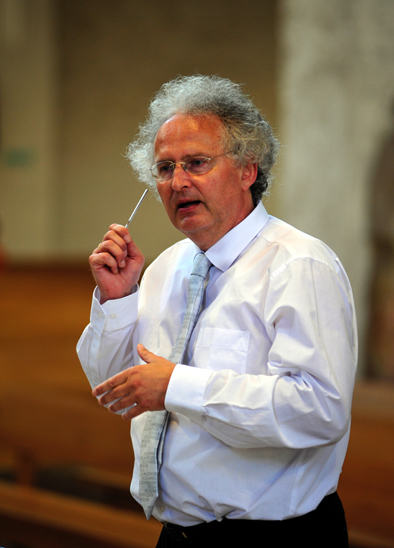
Roderich Kreile in der Dresdner Kreuzkirche (Juni 2012)

Roderich Kreile (* 17. Dezember 1956 in München) ist ein evangelischer Kirchenmusiker, Chorleiter und Hochschullehrer. Als 28. Kreuzkantor nach der Reformation leitete er von 1997 bis 2022 den Dresdner Kreuzchor.

## Leben und Werk
Kreile studierte Kirchenmusik und Chorleitung in München (A-Examen). 1981 trat er die A-Kantorenstelle an der Christuskirche in München an. Von 1989 bis 1996 lehrte er Chorleitung an der Musikhochschule München, wo er zuletzt eine Professur innehatte. Seine Ernennung zum Kirchenmusikdirektor folgte 1990, 1994 übernahm er zusätzlich die Einstudierung des Philharmonischen Chores München. 2010 wurde er als Mitglied in die Sächsische Akademie der Künste berufen. Er ist stellvertretender Vorsitzender der Neuen Bachgesellschaft und Mitglied im Beirat der Internationalen Heinrich-Schütz-Gesellschaft.
Unter ihm nahm der Dresdner Kreuzchor zahlreiche Gastspiele im In- und Ausland wahr. Tourneen führten den Chor unter seiner Leitung durch Deutschland und das europäische Ausland bis in die USA, nach Südamerika, Südkorea und Japan.
Kreile lebt mit seiner Frau in Nürnberg und Dresden-Striesen.
Nach 25 Jahren im Amt wurde Kreile am 2. Juli 2022 in den Ruhestand verabschiedet. Sein Nachfolger ist Martin Lehmann.

## Ehrungen
Am 2. Juni 2012 verlieh ihm der sächsische Landtagspräsident Matthias Rößler „für sein beeindruckendes künstlerisches Schaffen, das stets mit hohem persönlichen Einsatz und großem Erfolg verbunden ist“, die Sächsische Verfassungsmedaille. Im Juli 2022 wurde Kreile mit dem Bundesverdienstorden ausgezeichnet.

## Trivia
Kreile erlernte zusätzlich zur Orgel auch das Spiel der Posaune und war auch als Leiter eines Posaunenchores tätig. In einem Interview mit dem Magazin Posaunenchor gab er an, privat keine Musik zu hören.